# كأس تونس لكرة القدم للسيدات 2013–14
كأس تونس لكرة القدم للسيدات 2013–14 هو الموسم رقم 10 من كأس تونس لكرة القدم للسيدات. تنظمها الجامعة التونسية لكرة القدم والرابطة الوطنية لكرة القدم النسائية.
فاز بهذا الموسم نادي الجمعية الرياضية النسائية بالساحل.

## روابط خارجية
- صفحة كأس تونس لكرة القدم للسيدات على موقع كوووة.
- الموقع الرسمي للجامعة التونسية لكرة القدم.
- كأس تونس لكرة القدم للسيدات على موقع مؤسسة إحصاءات وثيقة لرياضة كرة القدم